# Villar de la Yegua (kommunhuvudort)
Villar de la Yegua är en kommunhuvudort i Spanien.   Den ligger i provinsen Provincia de Salamanca och regionen Kastilien och Leon, i den västra delen av landet, 250 km väster om huvudstaden Madrid. Villar de la Yegua ligger 708 meter över havet och antalet invånare är 269.
Terrängen runt Villar de la Yegua är platt åt sydväst, men åt nordost är den kuperad. Runt Villar de la Yegua är det mycket glesbefolkat, med 4 invånare per kvadratkilometer. Närmaste större samhälle är Ciudad Rodrigo, 20,0 km sydost om Villar de la Yegua. Omgivningarna runt Villar de la Yegua är huvudsakligen savann.